# Callistochiton pachylasmae
Callistochiton pachylasmae é uma espécie de molusco pertencente à família Callistoplacidae.
A autoridade científica da espécie é Seguenza MS, di Monterosato, tendo sido descrita no ano de 1879.
Trata-se de uma espécie presente no território português, incluindo a zona económica exclusiva.